# بووگ (کارولینای شمالی)
بووگ (به انگلیسی: Bogue) شهری در ایالت کارولینای شمالی کشور ایالات متحده آمریکا است که جمعیت آن در سرشماری سال ۲۰۱۰ میلادی، ۶۸۴ نفر بوده‌است.